# Hollywood (The Puppini Sisters)
Hollywood è il quarto album del trio britannico delle Puppini Sisters. Si tratta di un album che utilizza come tema le canzoni di vecchie colonne sonore di film, reinterpretandole nel tipico stile della band.

## Tracce
1. Hollywood (The Puppini Sisters)
2. Diamonds Are a Girl's Best Friends (Jule Stein, Leo Robin / Arr. Kate Mullins)
3. I Got Rhythm (Ira Gershwin, George Gershwin / Arr. Stephanie O' Brien)
4. Moi Je Joue (G. Bourgeois, J.M. Riviere / Arr. Marcella Puppini)
5. True Love (Cole Porter / Arr. Marcella Puppini)
6. Good Morning (Arthur Freed, Nacio Herb Brown / Arr. Kate Mullins)
7. Get Happy (Harold Arlen, Ted Koehler / Arr. Stephanie O' Brien)
8. Moon River (Johnny Mercer, Henry Mancini / Arr. Kate Mullins)
9. I Feel Pretty (Sondheim, Bernstein / Arr. Marcella Puppini)
10. September Song (Anderson Maxwell, Kurt Weill / Arr. Kate Mullins)
11. Parle Plus Bas (Larry Kusik, Nino Rota / Arr. Stephanie O' Brien)

## Date di pubblicazione
- 4 novembre: Svizzera, Paesi Bassi
- 7 novembre: Francia, Danimarca
- 8 novembre: Spagna, Italia, internazionale
- 11 novembre: Austria
- 15 novembre: USA
- 18 novembre: Germania
- 23 novembre: Irlanda
- 2 dicembre: Sud Africa
- 26 dicembre: Regno Unito